# الخط 4 من ترامواي إيل دو فرانس
الخط 4 من ترامواي إيل دو فرانس (أو Q4) هو خط تشغلها الشركة الوطنية للسكك الحديدية، و وضعت في الخدمة في 20 نونبر 2016 بين أولنيه سو بوا وبوندي، في قسم سين سان دوني، بإيل دو فرانس. و يمتد على طول 7,9 كيلومتر. 

خطة خط T4.